# Conde de Povolide

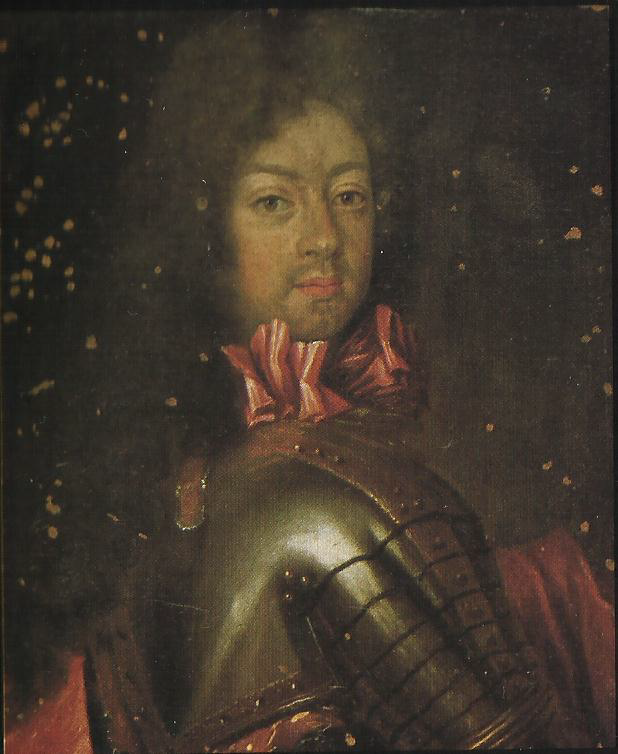
D. Tristão da Cunha Ataíde, 1.º Conde de Povolide

O título de Conde de Povolide foi criado por decreto de 6 de Janeiro de 1709 do rei D. João V de Portugal a favor de Tristão da Cunha Ataíde e Melo, 1.º conde de Povolide, irmão primogênito de D. Nuno da Cunha e Ataíde, o célebre Cardeal da Cunha, influente conselheiro de D. João V.

## Titulares
1. Tristão da Cunha Ataíde e Melo, 1.º conde de Povolide (1655-1728)
2. Luís Vasques da Cunha Ataíde, 2.º conde de Povolide
3. José da Cunha Grã Ataíde e Melo, 3.º conde de Povolide (1734-1792)
4. Luís José da Cunha Grã Ataíde e Melo, 4.º conde de Povolide (1778-1833)
Após a implementação da República e o fim do sistema nobiliárquico tornaram-se pretendentes D. José Maria da Silva Telo de Menezes, 7.º marquês de Vagos (1912-) e Maria Mafalda da Silva de Noronha Wagner, 8.ª marquesa de Vagos (1951-).

## Brasão
O brasão dos condes de Povolide é o seguinte:
- Em campo de ouro, nove cunhas de azul, (de ferro) formadas e postas em três palas, e as quinas de Portugal sobre uma orladura de prata[1].